# M274

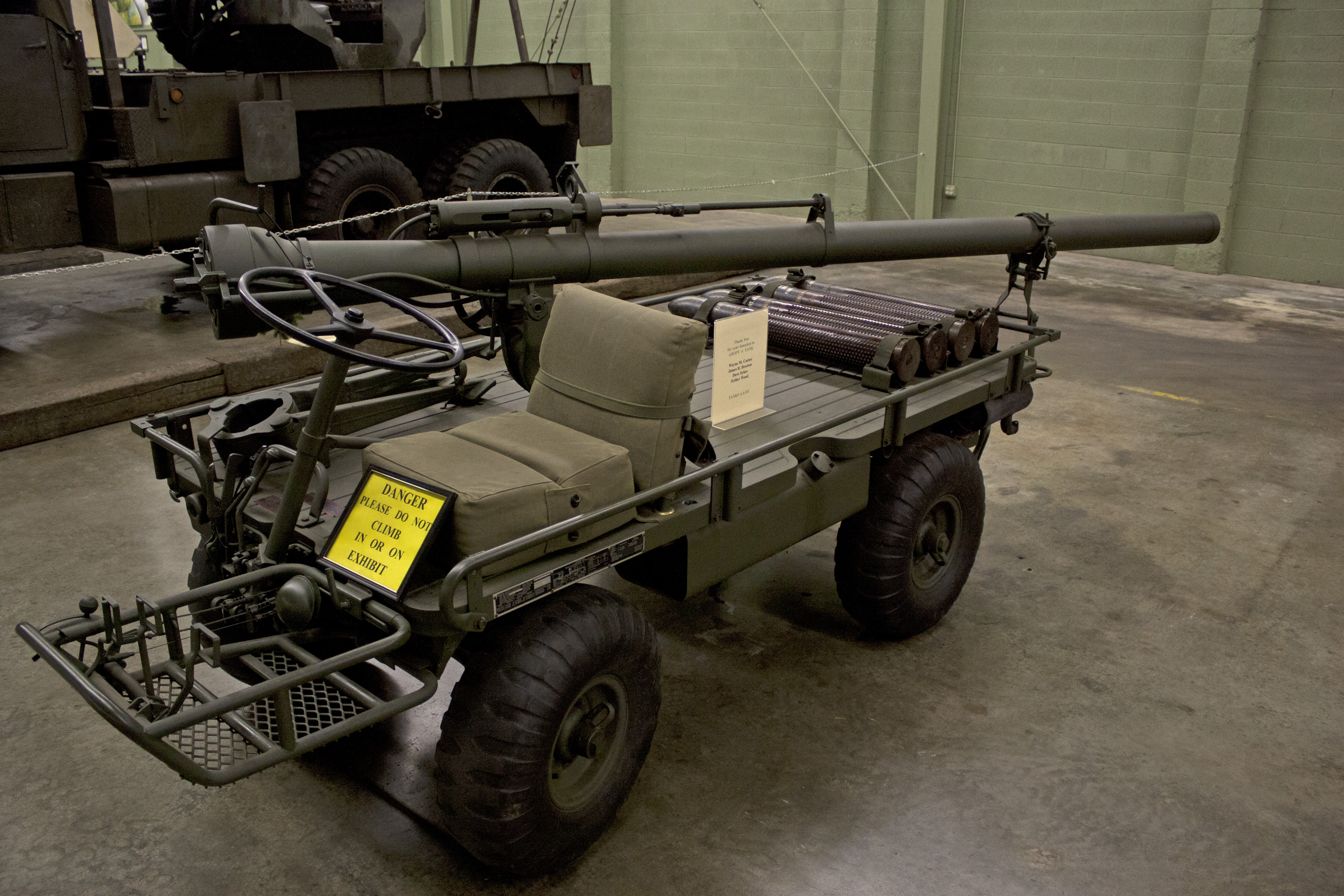
M274 avec un canon sans recul M40

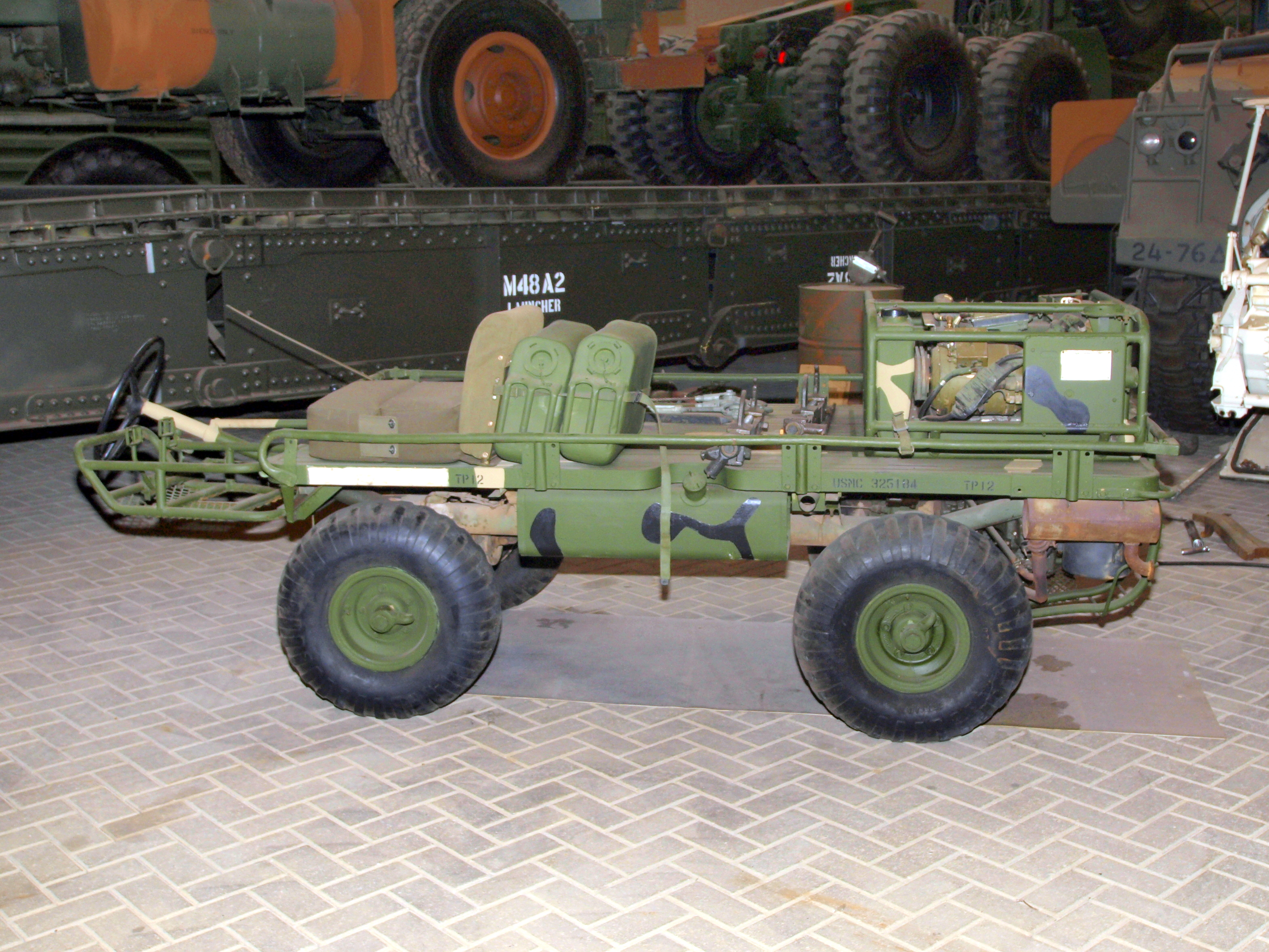
M274

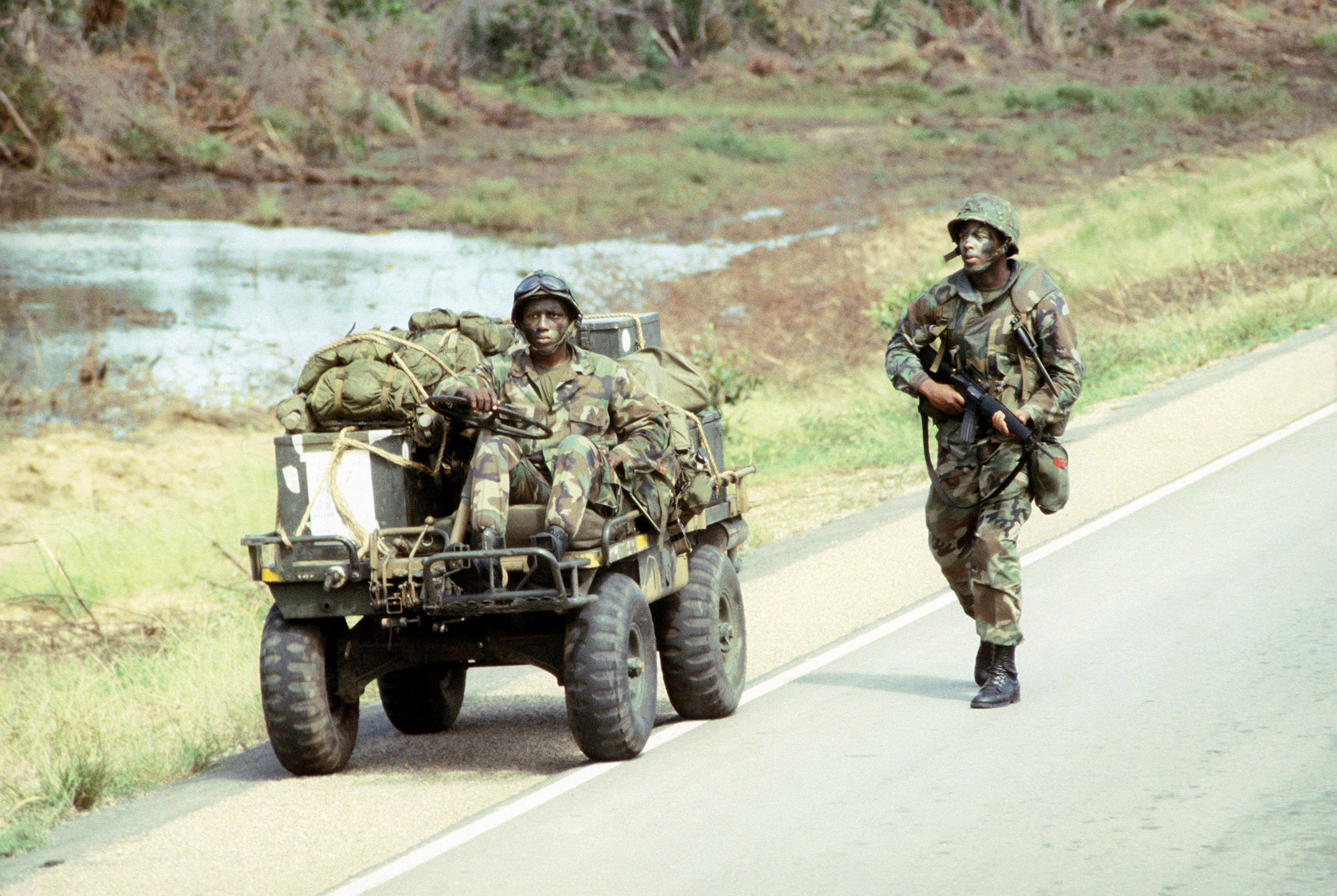
M274 durant l'engagement, à pleine charge

M274 est un véhicule militaire utilitaire américain ultra-léger de transport tout-terrain. Il est également connu sous le nom Mule mécanique, on trouve également les termes de chariot automoteur ou plate-forme motorisée.

## Histoire
Il est produit de 1956 à 1970.

## Véhicules comparables
- Crosley mule, produit dès 1943.
- Fresia F18
- La "mule mécanique" Falcata (véhicule) de l'entreprise EINSA est une référence au M274 mais ressemble plus à un véhicule tout-terrain qu'à une plate-forme motorisée telle que le M274, tout comme le Quatripole Q-150D.
- ARGO ATV amphibie est plus un véhicule tout-terrain qu'une plate-forme motorisée.
- Haflinger (véhicule)
- Alpen 3 MTA 90, tricycle militaire pour troupes de montagnes.